# Kyla Pratt
Kyla Alissa Pratt (Los Angeles, 16 settembre 1986) è un'attrice e cantante statunitense.
È nota principalmente per aver interpretato 113 episodi della serie televisiva One on One e per aver doppiato 52 episodi della serie animata La famiglia Proud. In veste di cantante ha inciso la cover di Circle of Life e il singolo It's All About Me.

## Biografia
Nata a Los Angeles, Kyla Pratt è la maggiore di cinque figli. Sua madre è un'insegnante, suo padre un giocatore di basket semi-professionista. All'età di 8 anni la Pratt ha recitato in alcuni spot pubblicitari per la Nike.
Il suo debutto come attrice cinematografica avvenne a 9 anni, nel 1995, quando interpretò il ruolo di Mindy in Barney & Friends. Nello stesso anno interpretò il ruolo di Becca Ramsey in Il club delle baby sitter, diretto da Melanie Mayron. Successivamente prese parte a molte serie televisive, tra le quali E.R. - Medici in prima linea e Friends. Nel 1997 fu diretta da Costa-Gavras in Mad City - Assalto alla notizia, mentre nel 1998 affiancò Eddie Murphy in Il dottor Dolittle, nel ruolo di Maya Dolittle, poi ripreso nei quattro sequel.
Tra il 2004 e il 2005 la Pratt doppiò 52 episodi della serie animata La famiglia Proud, quindi nel 2007 entrò a far parte del cast della serie One on One, interpretando il ruolo di Breanna Barnes in 113 episodi.
Dal 2005 è legata al cantautore Danny Kilpatrick con cui ha avuto due figlie: Lyric Kai (2010) e Lyah (2013). 

## Filmografia

### Attrice

#### Cinema
- Il club delle baby sitter (The Baby-Sitters Club), regia di Melanie Mayron (1995)
- Riot, regia di Joseph Merhi (1997)
- Mad City - Assalto alla notizia (Mad City), regia di Costa-Gavras (1997)
- Barney's Great Adventure, regia di Steve Gomer (1998)
- Il dottor Dolittle (Doctor Dolittle), regia di Betty Thomas (1998)
- One on One, regia di Jacob Ward - cortometraggio (2000)
- Love & Basketball, regia di Gina Prince-Bythewood (2000)
- Il dottor Dolittle 2 (Dr. Dolittle 2), regia di Steve Carr (2001)
- Maniac Magee, regia di Bob Clark (2003)
- The Seat Filler, regia di Nick Castle (2004)
- Il mio grosso grasso amico Albert (Fat Albert), regia di Joel Zwick (2004)
- Il dottor Dolittle 3 (Dr. Dolittle 3), regia di Rich Thorne (2006)
- Il dottor Dolittle 4, regia di Alex Zamm (2008)
- Il dottor Dolittle 5, regia di Craig Shapiro (2008)
- Hotel Bau (Hotel for Dogs), regia di Thor Freudenthal (2009)

#### Televisione
- Living Single – serie TV, episodio 3x08 (1995)
- The Parent 'Hood – serie TV, 2 episodi (1995-1999)
- The Show – serie TV, 1 episodio (1996)
- In The House – serie TV, 2 episodi (1996)
- Public Morals – serie TV, 1 episodio (1996)
- Sisters – serie TV, episodio 6x22 (1996)
- Lois & Clark - Le nuove avventure di Superman (Lois & Clark: The New Adventure of Superman) – serie TV, episodio 3x21 (1996)
- E.R. - Medici in prima linea (ER) – serie TV, episodio 2x21 (1996)
- Il tocco di un angelo (Touched by an Angel) – serie TV, episodio 3x13 (1996)
- Friends – serie TV, episodio 3x10 (1996)
- A Walton Easter – serie TV, 1 episodio (1997)
- Otto sotto un tetto (Family Matters) – serie TV, episodio 8x18 (1997)
- Walker Texas Ranger – serie TV, episodio 5x22 (1997)
- Jarod il camaleonte (The Pretender) – serie TV, episodio 2x11 (1998)
- Un genio in famiglia (Smart Guy) – serie TV, 3 episodi (1998)
- Da un giorno all'altro – serie TV, episodio 1x09 (1998)
- Becker - serie TV, episodio 1x16 (1999)
- So Weird - Storie incredibili (So Weird) – serie TV, episodio 1x12 (1999)
- Jackie's Back!, regia di Robert Townsend – film TV (1999)
- Casa Hughley (The Hughleys) – serie TV, 1 episodio (2000)
- Moesha – serie TV, 2 episodi (2000)
- Strepitose Parkers (The Parkers) – serie TV, episodio 1x12 (2000)
- Squadra Med - Il coraggio delle donne (Strong Medicine) – serie TV, episodio 1x12 (2000)
- Lizzie McGuire – serie TV, episodio 1x19 (2001)
- One on One – serie TV, 113 episodi (2001-2006)
- Veronica Mars – serie TV, episodio 1x04 (2004)
- The Beach – film TV (2005)
- The Picnic – film TV (2005)
- Hell on Earth, regia di Dennie Gordon – film TV (2007)
- Call Me Kat – serie TV (2021-2023)
- A Black Lady Sketch Show – show TV (2022)

### Doppiatrice
- La famiglia Proud (The Proud Family)– serie TV, 52 episodi (2001-2005)
- Lilo & Stitch – serie animata, 1 episodio (2005)
- La famiglia Proud - Il film (The Proud Family Movie), regia di Bruce W. Smith – film TV(2005)
- La Famiglia Proud: più forte e orgogliosa – serie animata (2022- in corso)

## Doppiatrici italiane
- Natalia Accolla in Il dottor Dolittle
- Letizia Ciampa in Il dottor Dolittle 2
- Valentina Mari in Il dottor Dolittle 3, Il dottor Dolittle 4, Il dottor Dolittle 5
- Gemma Donati in Hotel Bau

Da doppiatrice è sostituita da:
- Ilaria Stagni in La famiglia Proud, La famiglia Proud - Il film